# Dionisi Iàmbic
Dionisi Iàmbic (en grec antic: Διονύσιος ὁ Ἴαμβος, llatí: Dionysius Iambus) fou un gramàtic alexandrí i poeta iàmbic a qui la Suda esmenta com un dels mestres d'Aristòfanes de Bizanci. A partir d'aquesta data es pot deduir l'època en què va viure.
Climent d'Alexandria esmenta els seus hexàmetres. Ateneu de Nàucratis diu que va escriure una obra sobre dialectes. Plutarc el cita com una autoritat sobre temes d'harmonia, fet del qual es dedueix que podria ser l'autor d'una obra sobre història de la música que esmenta Esteve de Bizanci.